# Badische I c
Die Lokomotiven der Gattung I c der Großherzoglich Badischen Staatseisenbahnen waren kleine Tenderlokomotiven für den Betrieb auf den Bergstrecken des Odenwaldes.

## Geschichte
Für den Dienst im leichten Personzugdienst auf Haupt- und Nebenstrecken nutzte man anfänglich ältere Hauptstreckenlokomotiven. Da der Betrieb dieser Fahrzeuge unwirtschaftlich war, baute man einige zu Tenderlokomotiven um. Zusätzlich beschaffte man einige neue Tenderlokomotiven.
Die drei Maschinen der Gattung I c waren im bekannten Stil der Karlsruher Maschinenbau-Gesellschaft ausgeführt, mit messingbeschlagener Dom- und Reglerverkleidung. Die 1880/1881 fertiggestellten Lokomotiven mit den Fabriknummern 991, 992 und 1000 erhielten die Bahnnummern 60, 65 und 63.
Eingesetzt wurden die Lokomotiven von Lauda aus auf den Strecken des Odenwaldes nach Heidelberg und Würzburg.
Die Lokomotiven wurden vor 1923 ausgemustert.

## Konstruktive Merkmale
Der Blechrahmen besaß einen innenliegenden Wasserkasten.
Der Langkessel wurde aus drei Schüssen gefertigt. Der Stehkessel hatte eine überhöhte Feuerbüchsdecke. Der Dampfdom saß auf dem hinteren Kesselschuss und war mit Messingringen verziert. Äußere Einströmrohre führten in die Zylinder. Der Regulator saß auf dem vorderen Kesselschuss.
Das Zweizylinder-Nassdampftriebwerk war außenliegend. Die waagerechten Zylinder arbeiteten auf die vordere Kuppelachse. Die Stephenson-Steuerung war außenliegend.
Als Federung dienten Blattfedern. Bei der vorderen Kuppelachse war sie oberhalb und bei der hinteren unterhalb der Achse angeordnet. Die Federn waren mittels Ausgleichshebel verbunden. Die Laufachse war mit einer über der Achse liegenden Blattfeder gelagert.
Die Schraubenbremsen wirkten von beiden Seiten auf die hintere Kuppelachse. Daneben verfügte die Lokomotive über eine Riggenbach-Gegendruckbremse. Später wurde noch eine Westinghouse-Druckluftbremse eingebaut.
Der Sandstreuer sandete die vordere Kuppelachse von hinten. Der Kohlebehälter war an der Rückseite des Führerhauses angeordnet.